# Grupo de Combatentes Populares
O Grupo de Combatentes Populares (em castelhano:  Grupo de Combatientes Populares, GCP) é um movimento insurgente marxista-leninista de extrema-esquerda ativo na República do Equador. É o braço armado do Partido Comunista Marxista-Leninista do Equador (PCMLE), um partido formado em 1964 como uma cisão do Partido Comunista do Equador e internacionalmente afiliado à Conferência Internacional de Partidos e Organizações Marxistas-Leninistas (Unidade e Luta). O partido pertence a uma tradição antirrevisionista do marxismo-leninismo, originalmente alinhada com a Albânia durante a Guerra Fria e frequentemente referida como hoxhaismo.

## Formação e desenvolvimento
O Grupo de Combatentes Populares é o setor militante e armado do Partido Comunista Marxista-Leninista do Equador.
O braço armado foi originalmente formado em 1994, durante a presidência de Sixto Durán Ballén. Tornou-se muito mais ativo em 2000 e desde então se envolveu em uma série de ataques a diplomatas estrangeiros, bem como em vários atentados a bomba. Esses ataques bombistas utilizaram a chamada propaganda em panfletos aéreos, uma tática relativamente popular entre os revolucionários latino-americanos. Por exemplo, em 2001, o GCP foi responsabilizado pelas autoridades por uma "bomba panfletária" e mais tarde no mesmo ano o grupo reivindicou a responsabilidade por detonar uma "bomba panfletária" no centro de Quito que soltou centenas de panfletos protestando contra o Plano Colômbia.
Em 2002, foi relatado que o Grupo de Combatentes Populares estava tentando estabelecer uma base rural em uma região de selva remota na fronteira com a Colômbia, e que talvez estivessem recebendo treinamento de alguns dos grupos guerrilheiros envolvidos no conflito colombiano em curso.

## Ações
O Grupo de Combatentes Populares reivindicou a autoria de três ataques no Equador. O  primeiro em 28 de setembro de 1997 em Quito, Pichincha, onde ninguém foi ferido ou morto. O segundo ocorreu em 16 de fevereiro de 2000 na cidade de Guayaquil, Guayas, quando uma rede de televisão recebeu uma fita de vídeo que continha uma bomba escondida. Rafael Cuesta, redator da emissora e única vítima do ataque, foi ferido quando a bomba explodiu dentro da emissora. Antes do ataque, a estação de notícias havia alertado sobre um possível ataque de um grupo distinto. Isso inicialmente levou as autoridades a culpar uma organização diferente, embora o Grupo de Combatentes Populares acabou assumindo a responsabilidade. Rafael Cuesta foi o único ferido e ninguém foi morto. O terceiro atentado terrorista aconteceu em 21 de fevereiro de 2000, também em Guayaquil. O alvo era o líder dos direitos indígenas, Marcos Murillo. Também neste incidente, uma fitacassete que foi enviada para Marcos continha uma bomba escondida. A polícia foi chamada e a bomba foi desativada. Ninguém foi morto ou ferido. Em 22 de novembro de 2010, o Grupo de Combatentes Populares reivindicou a autoria de uma bomba colocada na sede da Universidade de Guayaquil. A organização não estava ativa há quase uma década quando isso ocorreu. O Grupo de Combatentes Populares alegou ter usado a bomba para tentar influenciar as eleições estudantis realizadas na universidade.